# ساشا نوفاكوفيتش
ساشا نوفاكوفيتش مواليد 27 مايو 1991 في أوسييك، كرواتيا، هو لاعب كرة قدم كرواتي يلعب مع نادي ساراييفو كمدافع.

## المسيرة الاحترافية

### أندية لعب لها
- نادي براشوف
- نادي ساراييفو

## روابط خارجية
- ساشا نوفاكوفيتش على موقع قاعدة بيانات كرة القدم.إي يو (الإنجليزية)
- ساشا نوفاكوفيتش على موقع Soccerway.com (الإنجليزية)